# وزارة المالية (الجبل الأسود)
وزارة المالية في حكومة الجبل الأسود (بالمونتنغريَّة: Ministarstvo finansija u Vladi Crne Gore) (بالصَّربيَّة:Министарство финансија у Влади Цrне Горе) هي وزارة في حكومة الجبل الأسود المسؤولة عن الشؤون المالية والسياسات العامة في البلاد. تأسست الوزارة عام 1879 كوزارة تابعة لإمارة الجبل الأسود. تم إلغاؤها في أواخر عام 1922، ولكن تم استعادته بعد 23 عامًا، في عام 1945.
الوزير الحالي هو نوفيكا فوكوفيتش، منذ 31 أكتوبر 2023.

## روابط خارجية
- الموقع الرسمي